# Prusowo (Braniewo)
Prusowo (deutsch Preuschhof) war ein Ort in der polnischen Woiwodschaft Ermland-Masuren innerhalb der Landgemeinde Braniewo (Braunsberg) im Powiat Braniewski (Kreis Braunsberg). Bis 1945 gehörte er zum Kreis Heiligenbeil in Ostpreußen.

## Geographische Lage
Die Ortsstelle Prusowos liegt im Nordwesten der Woiwodschaft Ermland-Masuren, acht Kilometer südlich der heute auf russischem Staatsgebiet gelegenen früheren Kreisstadt Heiligenbeil (russisch Mamonowo) bzw. neun Kilometer östlich der jetzigen Kreismetropole Braniewo (deutsch Braunsberg).

## Geschichte
Im Jahre 1710 wurde der damalige Preusch-Hof (nach 1785 Preuschhoff und erst nach 1900 Preuschhof) gegründet, bestehend aus einem großen Hof. Als 1874 der Amtsbezirk Waltersdorf (polnisch Pęciszewo) im ostpreußischen Kreis Heiligenbeil gebildet wurde, wurde Preuschhof als Landgemeinde eingegliedert. 18 Einwohner zählte Preuschhof im Jahre 1910.
Am 30. September 1928 gab Preuschhof seine Eigenständigkeit auf und schloss sich mit den Nachbargemeinden Heidenhof (polnisch Wrzosek), Kleinwalde (Borek, dann Kolonia Wilki), Neu Bahnau (Nowe Banowo) und Rosenhof (Różanka) zur neuen Landgemeinde Kleinwalde zusammen.
Im Jahre 1945 kam Preuschhof in Kriegsfolge mit dem gesamten südlichen Ostpreußen zu Polen und erhielt die polnische Namensform „Prusowo“. Bald allerdings galt der Ort als verlassen und verwaist. Heute gilt er als untergegangen. Seine Ortsstelle liegt im Bereich der Gmina Braniewo im Powiat Braniewski, von 1975 bis 1998 der Woiwodschaft Elbląg, seither der Woiwodschaft Ermland-Masuren zugehörig.

## Religion
Evangelischerseits war Preuschhof bis 1945 in das Kirchspiel der Kirche Waltersdorf (polnisch Pęciszewo) in der Kirchenprovinz Ostpreußen der Kirche der Altpreußischen Union eingegliedert. Römisch-katholischerseits gehörte Preuschhof zur Pfarrei in Heiligenbeil (Mamonowo) im damaligen Bistum Ermland.

## Verkehr
Die Ortsstelle von Prusowo resp. Preuschhof ist von der Ortsstelle Kolonia Wilki (Kleinwalde) aus über eine Landwegverbindung zu erreichen.